# 天發神讖碑

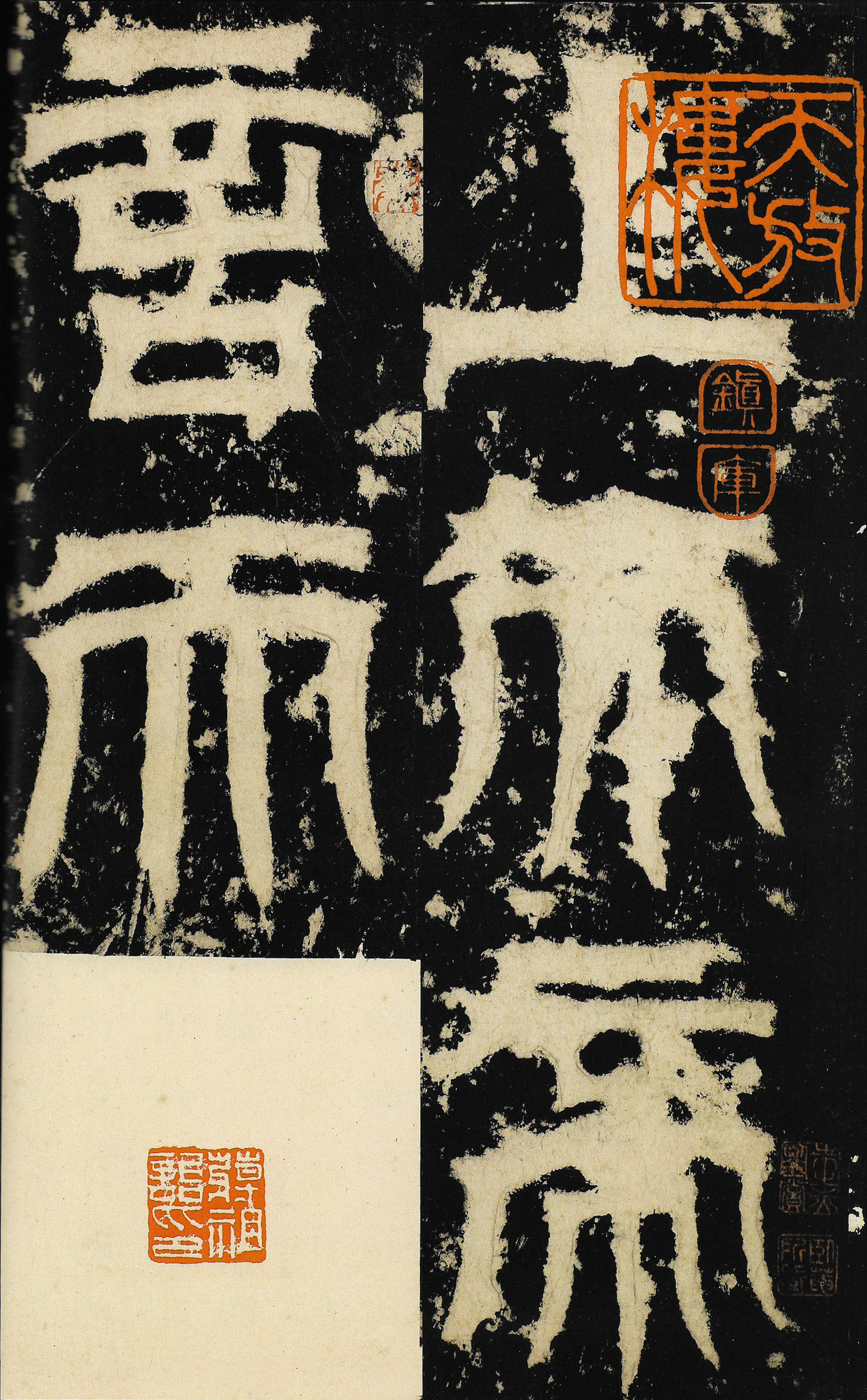
上海圖書館藏趙烈文舊藏明拓本《天發神讖碑》

天發神讖碑是三國時期吳國天璽元年（276）所立的刻石。根據年號，也稱作天璽紀功碑，又因破損爲三截（羅振玉認爲是以三石壘成）而被稱爲「天璽斷碑」「三段碑」「三擊碑」。吳末帝孫皓暴虐無道，爲穩定人心，迎合所謂祥瑞改元天璽，並編造上天降示讖言，刻石紀功。原石清嘉慶十年（1805）毀於火，今只存拓本。
碑文陰刻在一巨大圓幢形石頭上，石頂原有紐。刻字面略呈四方，正面、背面稍闊（約八字寬）而側面稍狹（約六字寬），文字三面環繞。書體爲篆書，筆法在篆隸之間，起筆方而收筆尖，轉折處方圓兼施，風格獨特，爲書法史上的特例。或歸於「倒薤書」「懸針篆」。舊傳爲東觀令華覈撰文、皇象或蘇建書寫，然皆無確證。
同年孫皓於離墨山封禪，刻立禪国山碑，同爲篆書刻石，記載祥瑞百餘種。然而僅四年以後，東吳便爲西晉所滅。

## 原石流傳

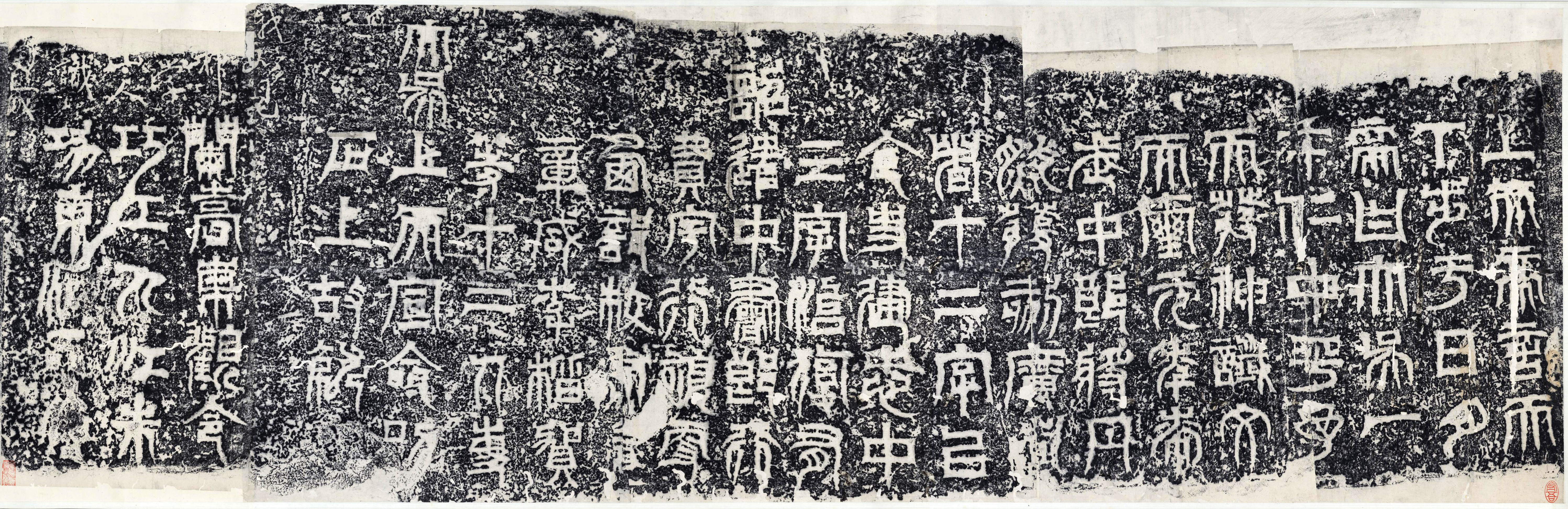
《天發神讖碑》上段拓本

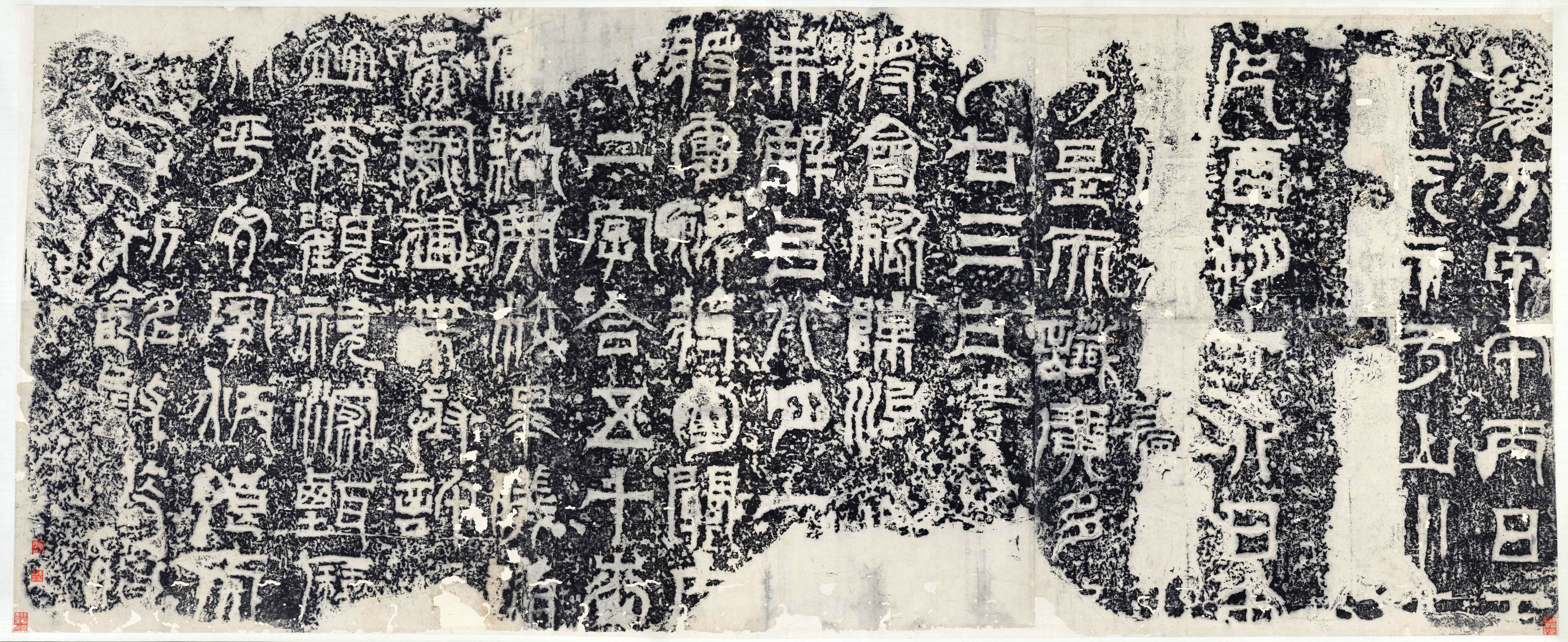
《天發神讖碑》中段拓本

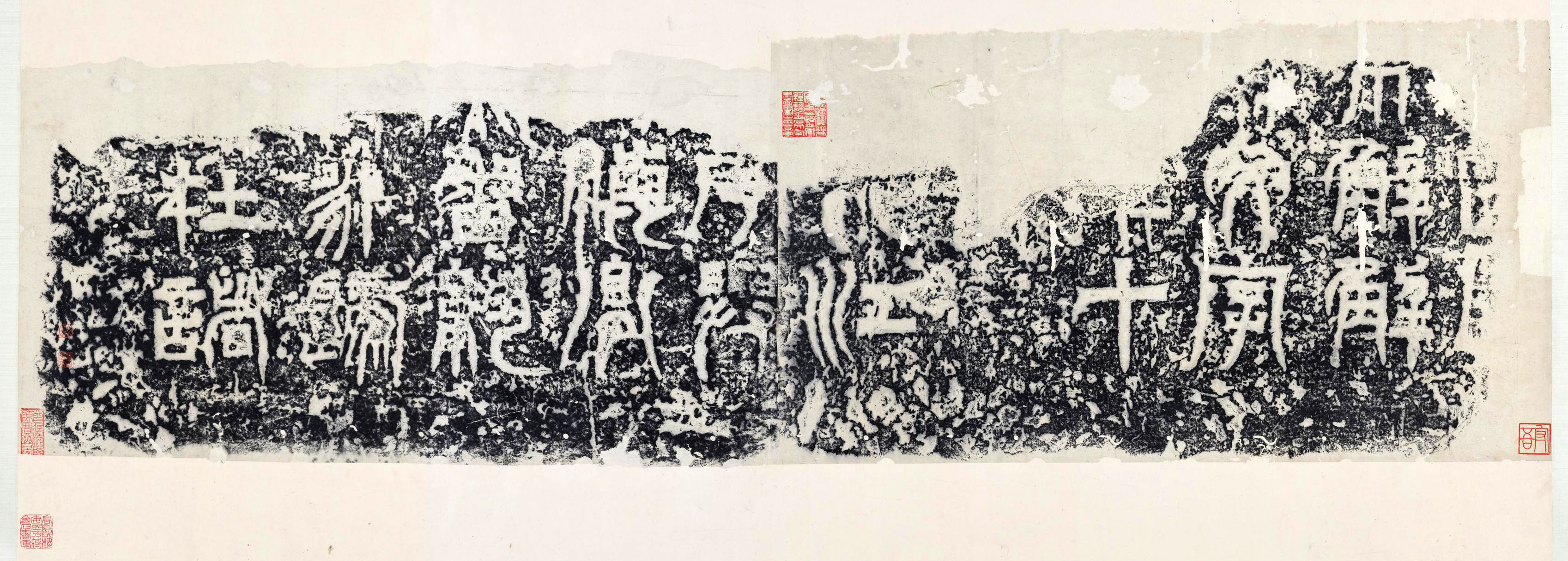
《天發神讖碑》下段拓本

原刻石最初在秣陵縣南之巖山段石岡（今南京市江寧區牛首山東北），傳晉宋時斷爲三截。後不知何人移至江寧天禧寺（今大報恩寺原址）門外。宋元祐六年（1091），轉運副使胡宗師於寺門外發現「半埋於土」的石碣，爲加保護，移至轉運司後圃籌思亭（今瞻園一帶）。元代，轉運司變爲行御史臺臺治所在，至治二年（1322），臺掾楊益「得之臺廨草間」，乃募民夫移至廟學（今南京夫子廟）門內。明嘉靖三十一年（1552），學宮失火，石碣又移至尊經閣。清嘉慶十年（1805）五月二十八日，校官毛藻聚集工匠刷印《玉海》，工匠煮飯致尊經閣失火，書版與石碣俱焚燬，殘片埋於衛山（尊經閣後小高地）下。
原石上段尾部有宋元祐六年（1091）轉運副使胡宗師跋。宋崇寧元年（1102），轉運判官石豫刻跋於上段頂部之右。明嘉靖四十三年（1564），耿定向又刻跋於上段頂部之左。清代金石學家翁方綱於乾隆四十四年（1779）到江寧府學尊經閣測量原石，見中段頂部有一大過手掌的「喬」字，又在下段之下加刻「北平翁方綱來觀」七字。另據元代張鉉《至正金陵新志》等記載，中段碑陰刻有「襄陽米芾」四字，當時已「磨礪幾盡」。
前人著錄往往逐段釋讀文字，連綴不成文。今存碑帖亦有逐石剪裱而成者，不可通讀。康熙二十年（1681）春，祥符周在浚（字雪客，周亮工長子）首次將三段石碣聯合釋讀，作《天發神讖碑考》一卷，並附整篇釋文。

## 原石尺寸
根據乾隆四十四年（1779）翁方綱測量原石的數據，以清代營造尺1尺折合今32㎝，視截面爲圓形推算直徑，可得下表：
|      | 高           | 上圍         | 下圍         | 推算直徑（圍/π） | 推算直徑（圍/π） |
| ---- | ------------ | ------------ | ------------ | ---------------- | ---------------- |
| 上段 | 三尺五寸     | 八尺九寸     | 八尺九寸     | -                | -                |
| 上段 | 112          | 284.8        | 284.8        | 90.65            | 90.65            |
| 中段 | 二尺三寸三分 | 八尺六寸     | 八尺六寸     | -                | -                |
| 中段 | 74.56        | 275.2        | 275.2        | 87.6             | 87.6             |
| 下段 | 二尺六寸二分 | 六尺八寸三分 | 六尺三寸七分 | -                | -                |
| 下段 | 83.84        | 218.56       | 203.84       | 69.57            | 64.88            |
| 累計 | 270.4        | -            | -            | -                | -                |
| 平均 | -            | 257.07       | 257.07       | 81.83            | 81.83            |

第二段每行殘存七字，可推算單字高度在10.6㎝左右。加上測量時已缺失兩排字，推算原石整體高度在290㎝上下。再計入石頂部原有而後斷裂的穿孔，原石高度爲「一丈」的記載較爲合理。

## 釋文與補字

### 原碑文字

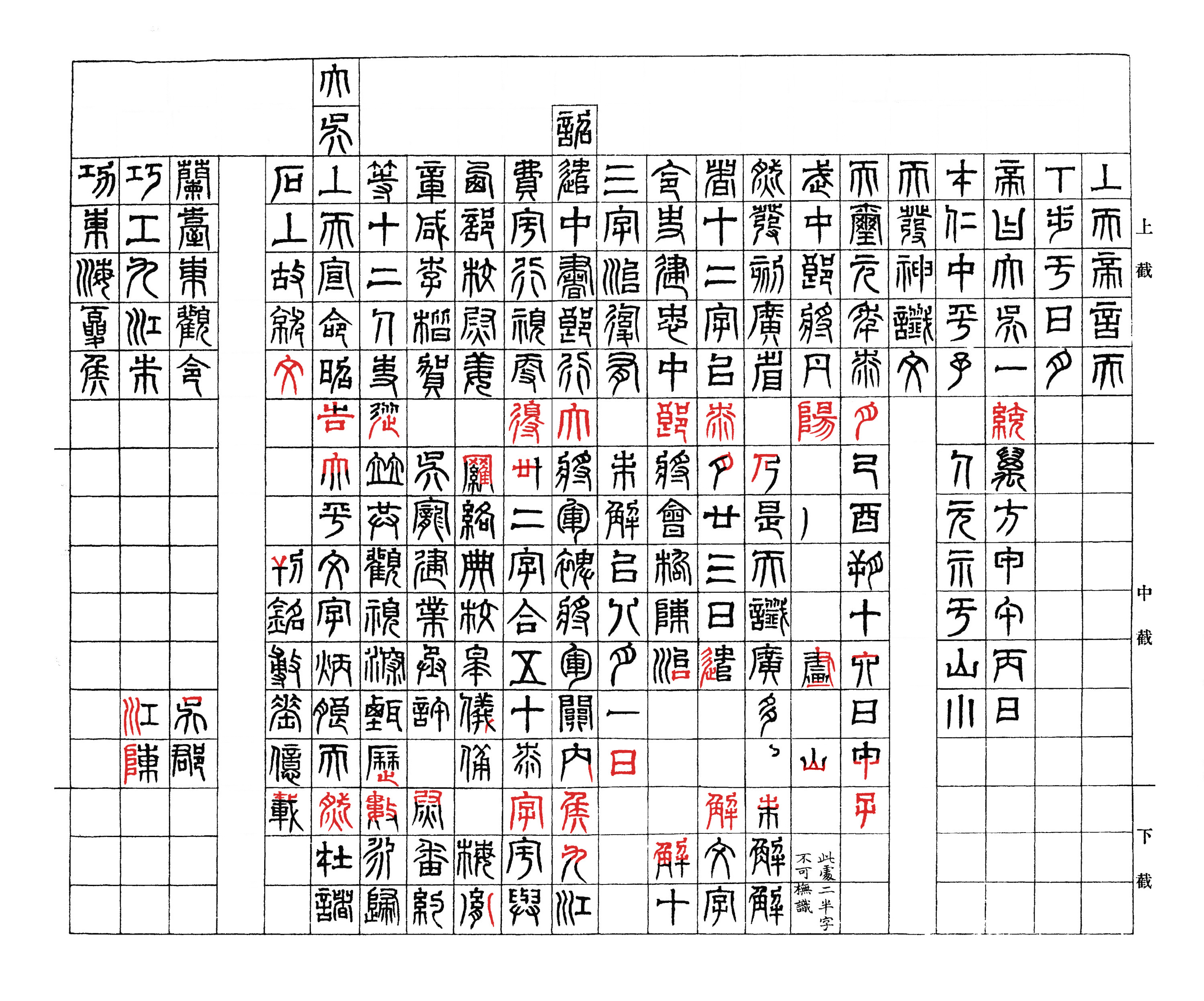
《天發神讖碑》補字、復原碑式圖

根據舊拓本及歷代文獻記載，可基本恢復原碑版式，並補充部分摩滅文字。
碑文二十一行（第十八行後空一行無字），行十八字（第十二行「詔」字單抬頭，第十七行「大吳」二字雙抬）。
碑文共三部分：一至五行爲神讖內容，六至十八行爲神讖釋讀經過，末三行爲碑文作者、書者、刻工等。下爲釋文，補充文字以粉紅背景粗體標註——
上天帝言天……下步于日月……帝曰：大吳一統萬方，甲午丙日……才仁中平予□人元示于山川……天發神讖文。
天璽元年桼月己酉朔十六日甲子，□□武中郎將丹陽□□□□畫□山□□，□然發刻，廣省□，乃是天讖，廣多□未解，解者十二字。以桼月廿三日，遣□□解文字，令史、建忠中郎將會稽陳治□□，□解十三字。治復有□未解，以八月一日詔遣中書郎、行大將軍、裨將軍、關內侯九江費宇行視，更得卅二字，合五十桼字。宇與西部校尉姜□、羅絡、典校皋儀、備□、梅胤、章咸、李楷、賀□、吳寵、建業丞許□、尉番約等十二人吏從，並共觀視，深甄歷數，永歸大吳，上天宣命，詔告太平，文字炳朖，天然在諸石上。故就文□，□□刊銘，敷垂億載。

蘭臺東觀令□□□□□□吳郡□□□巧工九江朱□□□□□□江陳□□□功東海夏侯……

### 增刻文字

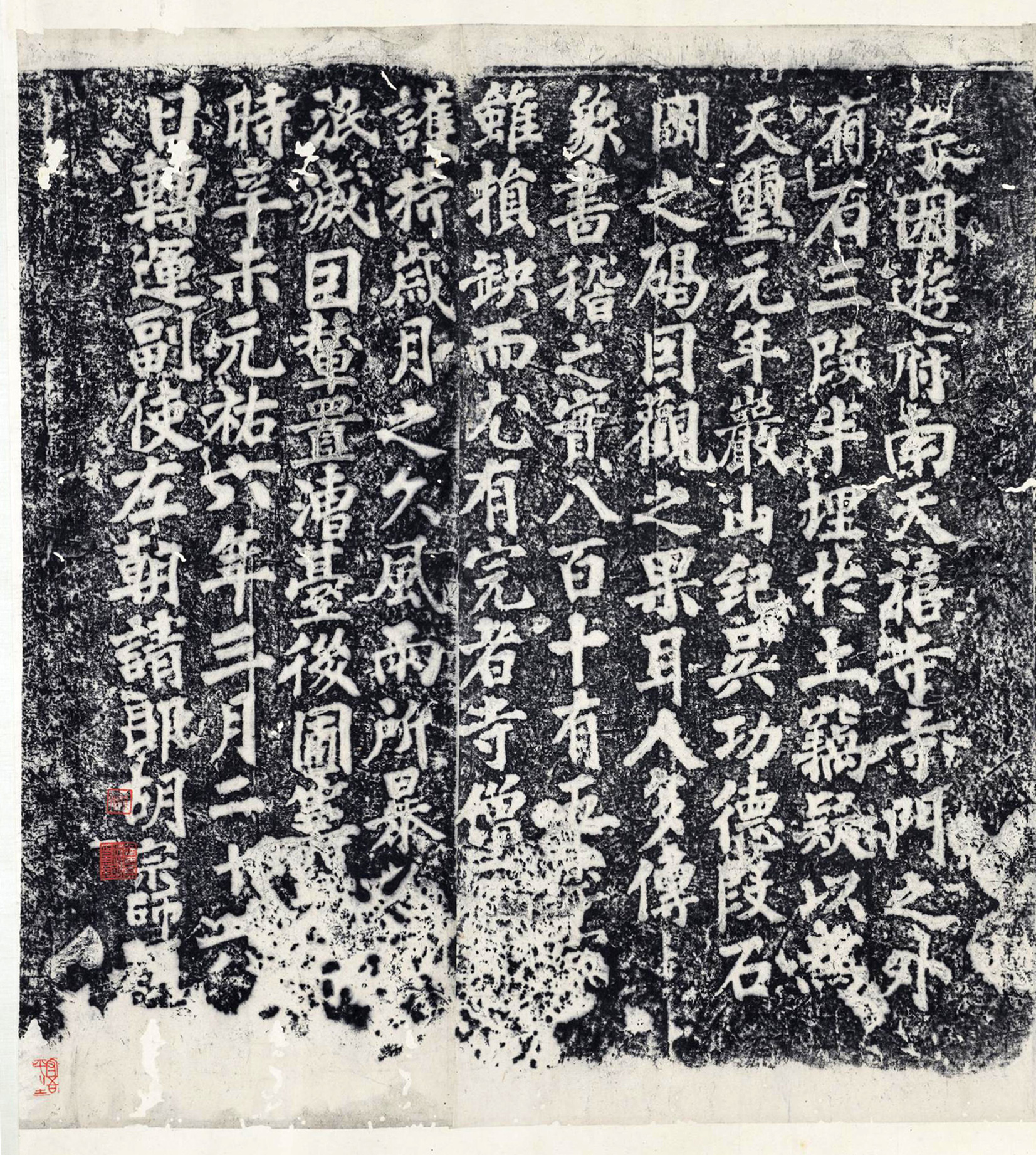
《天發神讖碑》胡宗師跋文拓片

宋元祐六年（1091）胡宗師跋，楷書，刻於上段石碣文字之後——

予因遊府南天禧寺，寺門之外有石三段，半埋於土，竊疑以爲天璽元年巖山紀吳功德段石岡之碣，因觀之，果耳。人多傳皇象書，稽之實八百十有五秊。字雖損缺，而尤有完者。寺僧不知護持，歲月之久，風雨所暴，必至泯滅，因輦置漕臺後圃籌思亭。時辛未元祐六年三月二十六日，轉運副使左朝請郎胡宗師題。

宋崇寧元年（1102）石豫跋，楷書，刻於上段石碣頂部之右（二至七行上方）——

余奉命計臺侍親遊此，得天璽断碑，親之筆力高面雨文辭殘簇不可讀也。悲夫。崇寧元年中秋日，轉運判官石豫安正題。

明嘉靖四十三年（1564）耿定向跋，行書，刻於上段石碣頂部之左（十七至末行上方）——

人見上古殘碑，隻字輒珍重，以爲希奇。古人之心，千載如見，獨不當一仰思邪？明嘉靖甲子，督學御史天臺山人耿定向識，是日南畿舉人修序齒會始也。

清乾隆四十四年（1779）翁方綱題字，隸書，刻於下段石碣之下（第八行「解解」二字下）——

北平翁方綱來觀

## 拓本與翻刻
清代碑刻傳拓的普及和流行多在乾嘉金石學復興之後，嘉道以後傳拓品種漸增，同光後傳拓數量驟增。此碑石在嘉慶十年（1805）焚燬，錯過了碑刻傳拓的高峯期，導致原石拓本極爲罕見。嘉慶時售價已昂，而翻刻本衆多。

### 原石拓本
故宮博物院藏有北宋拓本（一說舊稱宋拓實爲明初拓本，爲已知傳世最舊拓本，曾經羅振玉、朱文鈞（翼盦）遞藏，二十世紀五十年代由朱氏家屬捐贈）。朱文鈞另有一部張介侯舊藏明代拓本，故自署齋號「天璽雙碑館」，亦捐予故宮。
上海圖書館藏有趙烈文天放樓舊藏明拓本，曾經朱之赤、豫立、沈樹鏞、顧增壽等人遞藏。上海圖書館還有張廷濟舊藏本、龔心釗舊藏清乾隆整拓本。
安思遠舊藏明拓本，曾經周亮工、曹仲經、張燕昌、劉喜海等人遞藏，2018年同其他十種碑帖一起拍賣，總成交價逾1.9億元人民幣。
吳湖帆藏有明代拓本，精心裝幀，作校碑圖、碑式圖，以雙鉤法補缺字，後歸收藏家孟憲章妙鑒齋，2023年3月以1260萬元人民幣拍出。
陳郁嘉樹堂藏明拓本，有褚德彝、張祖翼、楊澥、吳志恭、錢步文、陳景陶、秦淦題簽、題跋。
孟憲鈞小殘卷齋藏有三種：何焯、何元錫（夢華）、朱爲弼、何紹基遞藏，啓功等題跋明初拓本，2023年6月以近403萬元人民幣拍出；孫星衍、伍詒堂、沈肇年舊藏清初拓十四字殘本，2023年6月以近15萬元人民幣拍出；羅振玉舊藏、邵銳（茗生）題跋明拓本（存半）。
端方藏明拓本，陳寶琛曾題詠。其中還有當時名流如吳錫永、余明震、張祖翼、楊守敬、李維翰、吳學廉、李葆恂、俞陛雲、龔錫玲、章鈺、朱益濬、陳伯陶、鄭孝胥、陳三立、張謇、沈曾植、葉德輝、何維樸、汪詠沂、嚴復等人題詠、賦詩、觀款，今藏日本藤井有鄰館。
劉世珩藏明拓本，陳三立曾觀賞並題詠。前有羅振玉題字《斠碑圖》一幅，由七人合作完成：周梓畫松、陶瑢補石、吳觀岱畫人並補石桌、賀良樸畫鶴、田步蟾綴蒲草、金城綴竹、那晉補山。後有羅振玉所贈合裝之吳玉搢《天發神讖碑攷》手稿。劉氏還請當時諸多名家題簽、題跋、釋文，其中包括徐樹鈞、汪嘉堂、羅振玉、羅福頤、程頌萬、柯逢時、鄭孝胥、吳昌碩、吳郁生、王季烈、王崇烈、汪洵、張謇、章鈺、趙世駿、褚德彝、葉昌熾、沈曾植、樊增祥、李詳、馮煦、楊守敬、黃葆鉞等。劉世珩之子劉之泗亦有題跋，並邀袁克文同觀留跋。民國十七年（1928），劉之泗將該本影印，由商務印書館發行。劉之泗在抗日戰爭期間去世，家人變賣藏品，該部拓本原件如今不知所蹤。
此外還有蒯光典本（整拓），藏中國國家圖書館。沈樹鏞本，藏北京文物商店。王耤、馮汝玠、李棪、陳慶龢等題跋，雍乾以後拓本，藏中國社會科學院歷史研究所圖書館。

### 翻刻本
清嘉慶十四年（1809），阮元曾摹刻《天發神讖碑》於北湖家塾。又以北京林曙生摹刻東雲本（俗稱「黃泥牆本」）爲佳，不久即毀。此外還有江寧知府余霈元摹刻本、道光二十年（1840）張容園重刻本、咸豐十年（1860）俞文詔（字麟士）廣州重刻本、清末民初北京琉璃廠富華閣刻本。
光緒三十四年（1908）前後，兩江總督端方受桐城張祖翼推薦，命張之門人姚京受（字巨農）根據端方自藏明拓本摹刻，含上、中、下三段及胡宗師跋，並刻端方題記一篇，嵌入兩江總督署（今南京總統府）煦園的夕佳樓廊道牆壁。今尚存其上段、中段。
今南京夫子廟尊經閣後小高地「衛山」上的敬一亭前東側立有當代複製石碑。
2023年，阮元後人在揚州邗江區公道鎮阮氏祠堂舊址內復刻了《秦泰山刻石》《天發神讖碑》《華山廟碑》。

## 書法風格

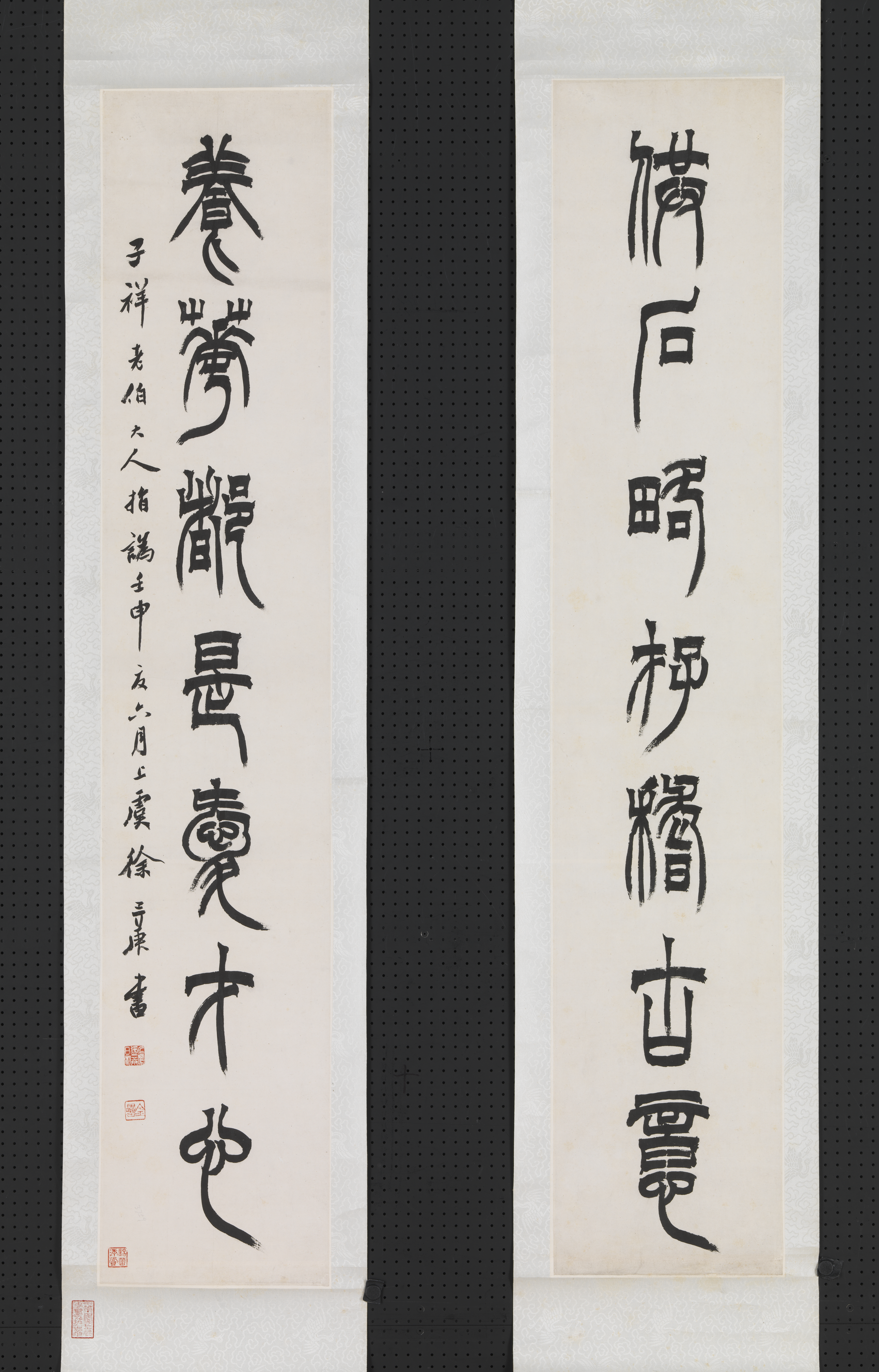
清徐三庚的篆書深受《天發神讖碑》書法的影响

歷代書家評論多讚碑文風格「奇」「古」「雄」「偉」。金農、鄧石如、六舟、吳讓之、徐三庚、李叔同等名家皆曾臨習取法，趙之謙、黃牧甫、齊白石、鍾以敬、錢瘦鐵之篆刻作品多從中獲取養分。篆刻代表作有：上海博物館藏趙之謙刻「丁文蔚」印，齊白石受此啓發，開創單刀衝刀直入面目；故宮博物院藏陳介祺所用「海濱病史」印，王石經刻。

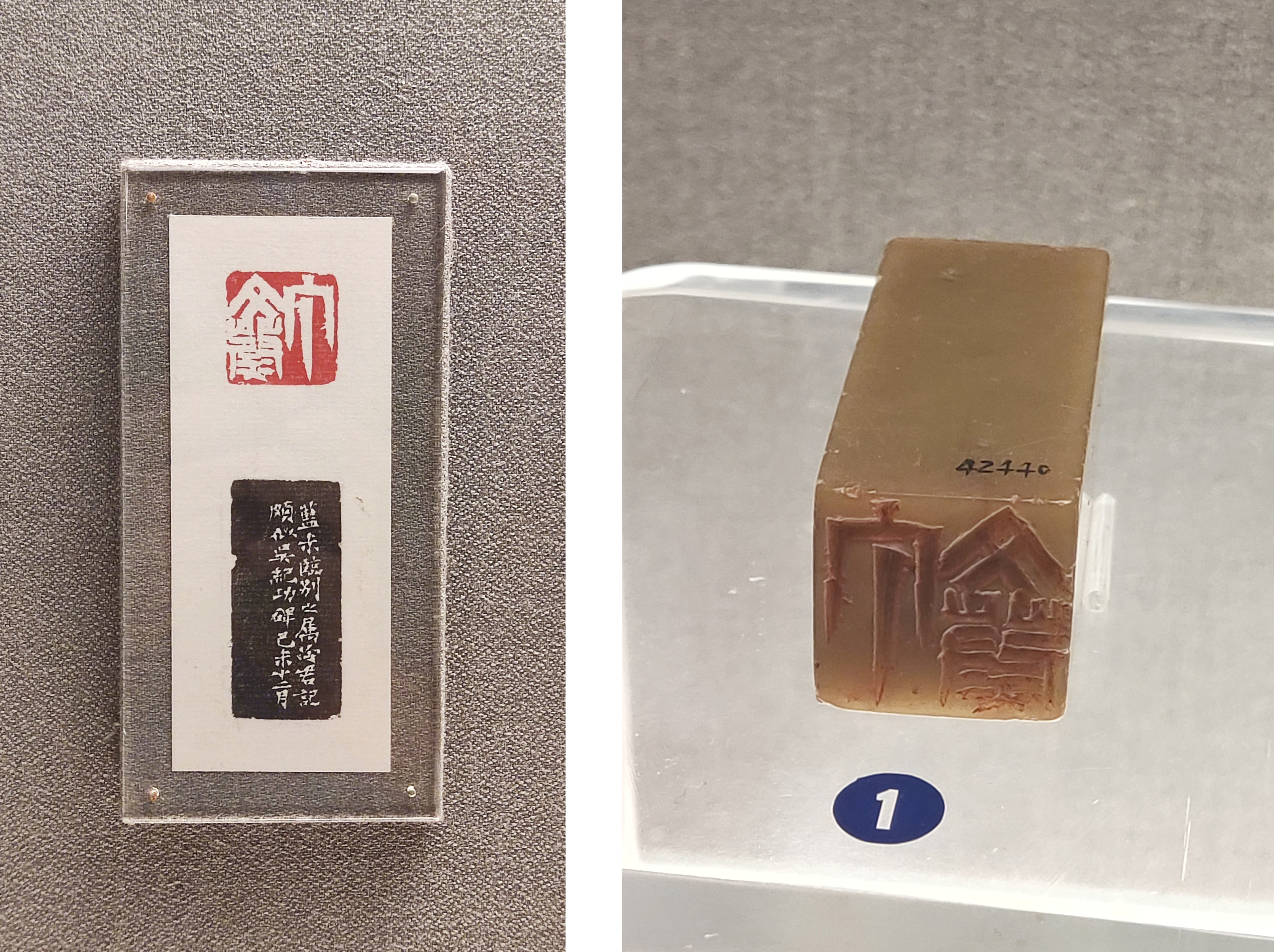
趙之謙刻「丁文蔚」印。上海博物館藏。

然亦有人予以惡評，明郭宗昌《金石史》斥之爲「牛鬼蛇神」，啓功謔爲「三段妖書」「六朝俗書戎首」。
《天發神讖碑》書法通常被視爲獨一無二之存在。21世紀以來紹興地區出土鳳皇三年（274）同坑磚三種，磚銘曰「鳳皇三年太歲甲午造作」「鳳皇三年六月兒氏造增」「會稽山陰兒建立葬」，字體與《天發神讖碑》風格極近，造磚年代亦接近碑刻立的天璽元年（276）。另有銘文爲「黃龍元年（229）宋氏作」「永安元年（258）六月造」「永安桼年（264）二月造作」「鳳皇初年（272）六月造」等的三國吳磚，皆懸針篆，亦似之，或可說明此類書風當時在吳地流行。
陸心源《千甓亭古塼圖釋》收錄部分吳地出土西晉磚，如烏程所出「太康二年（281）九月八日章士康造」、武康所出「元康元年（291）宋氏造」「元康七年（297）宋氏造」，銘文仍可視爲此類書風餘韻。
2009年方正字庫發佈的「方正懸針篆變」字體，設計靈感即源於此碑，不過字體結構是楷書，且只支持GB2312-80字符集的簡化字。

### 歷代集評（正面）
- 宋代黃伯思《東觀餘論》[91]：「象書人間殊少，惟建業有吳時《天發神讖碑》，若篆若隸，字勢雄偉，相傳乃象書也。張懷瓘目以沈著痛快，真得其筆勢云。 」
- 宋代姜夔《絳帖平》[92]：「……南方一體，則吳《天發神讖碑》是也。蓋……吳人雜用篆法，奇古無倫。」
- 明代王世貞《弇州山人四部稿·卷一百三十四》[93]：「吳時《天發神讖碑》，若篆若隸，字勢雄偉。……大抵與漢隸殊異，亦不用批法，而挑跋平硬，又盡去碁筭㪷環之累。」
《弇州山人四部稿續稿·卷一百六十六》[94]：「吳《天璽碑》，出篆入隸，高古雄逸，要當與蔡中郎抗衡。」
- 清代楊賓《大瓢偶筆》[95]：「古樸類石鼓，而書亦奇奧絶倫。」
- 清代王澍《竹雲題跋》[96]：「書法銛厲奇絶，於秦漢外別構一體，然是篆書之變。……此書如龍蝮蟄起，警屈騰踔，一一縱横自然，比於江瑶蝤蛑，信爲味中珍品。然不可多食，恐發風動氣，此碑亦然。學之不成，便墮惡道，此不可不知也。」
- 清代翁方綱（安思遠藏本跋）[97]評價：「吳《天璽紀功碑》，弇州所謂挑拔平硬者，信有之。然實是篆書，謂八分者，未必然也。」
- 清代張廷濟《清儀閣金石題識》[98]：「《天璽紀功碑》，雄奇變化，沉著勁快，如折古刀，如斷古釵，爲兩漢來不可無一、不能有二之弟一佳蹟。」
- 清代方朔《枕經堂金石書畫題跋》[99]：「予觀其書，方折盤旋，以隸筆而行篆體，戈長劍利中，實乃弓燥手柔。」
- 清代楊守敬《書學邇言》[100]：「至三國之《天璽紀功》，自創體格，前無古人，後無來者。郭宗昌《金石史》嗤爲『牛鬼蛇神』，真所謂見駱駝謂馬腫背也。」
- 清代康有爲《廣藝舟雙楫·本漢第七》[101]：「又有皇象《天發神讖》，蘇建《封禪國山碑》，筆力偉健冠古今。」
《廣藝舟雙楫·寶南第九》[102]：「吳碑四種，篆、分則有《封禪國山》之渾勁無倫，《天發神讖》之奇偉驚世……」
- 馬宗霍《書林藻鑑·卷五》[103]：「今所傳《天發神讖碑》，以秦隸之方，參周籀之圓，勢險而局寬，鋒廉而韵厚，將陷復出，若鬱還伸。此則東都諸石，猶當遜其瑰偉。即以此偏師，足以陵轢上國。徒以壁壘太峻，攀者卻步，故嗣音少耳。」

### 歷代集評（負面）
- 明代郭宗昌《金石史·卷一》[82]：「吳《天發碑》，人皆懾於怪誕，始不能無疑。……余直以爲牛腹書耳。彼秦漢之跡所不論，上之岐陽石、三代彝器，其文非不奇古，皆爾雅典則，何曾爲牛鬼蛇神耶？……吳不前於漢、秦、三代也，古疏昭然可鏡，何遽迷源忘本，爲怪誕所懾？……趙明誠以爲妖[註 13]，其知言哉！」
- 啓功《論書絶句·三十九》[83]：「六朝別字體無憑，三段妖書語莫徵。正始以來論篆隸，唐人畢竟是中興。」
又注云：「六朝俗書，以《天發神讖》爲戎首。扁筆作隸，曹魏已肇其端。其筆毫絶似今之扁刷，而三段神讖碑則以扁刷作篆。車輪四角，行遠何堪，況其事其文，俱屬吳國之妖孽，不謂爲俗，殆不可焉。」

## 詩文吟詠
- 宋代楊備（字修之）[註 14]《金陵覽古詩·段石岡》[108]：「孫吳紀德舊刊碑，埋沒蟠螭與伏龜。惆悵石岡三斷在，至今猶似鼎分時。」
- 宋代梅堯臣《丫頭石》[19]：「丫頭石雖斷，文字未全訛。年筭赤烏近，書疑黃象多。幾時經霹靂，異代見干戈。更與千秋看，松煤定費摩。」
- 宋代曾極《金陵百詠·三段石》[109]：「凛然皇象法書存，重屋應無野火焚。割據英雄餘一念，斷碑千載尚三分。」
- 清代王槩《天發神讖碑賦》[110][111]：「丁酉秋，余以校書宿尊經閣。夜輒有聲，剽若驟雨。上薄承塵，漸觸屏廡。攬衣起矚，迺插架經史鏤板，螙類穿穴，相腒䐹之不止也。時霜月入戶，可鑑毫髮，徬徨徙倚，見石三段，蹲處閣下捫辨之，天發神讖碑。是碑始吳天璽，斷於晉宋，堅黝踰鐵，何復剛而折。嘅嘆久之，作《天發神讖碑賦》，其辭曰——
鐘𥲤曷存，書册塵土；屓屭遺文，多寘學廡。岳麓院學，勤摹大禹岣嶁之碑；成均戟門，倦臥周宣岐陽之鼓。鴻都石經，移永興之校舎；益禮殿記，寄成都之藝圃。𧒘匾[註 15]鷹跱，文字祖篆隸以相生；圭首觚稜，體制推秦漢之奇古。
漢至蜀紀，吳魏并兼。吳則孫氏，割據江南。夫何立石以表異，乃亦踣晰而爲三。繄感鼎折以從類，咎屬星隕而地殘。其書則龍蠖蟄啟，伸盤腹行。琴師合軫，劍舞摶風。駕瓘軼度，隸緯篆經。沉著痛快，皇象是稱。其文則稱天假帝，盛言符瑞。步弓日月，意矇語昧。盤庚較艱，汲冢等晦。曰東觀令，疑華覈是。其質則匪銅匪鑐，礣砎堅凝。屬鏤鏽紫，大礪贏青。糉黥深朏，坎竇疊承。手撫蜿蟤，物扣琮琤。其形則如權斯鼻，如鏞斯鈕。始用垂絙，久脫其首。文繞三方，特虛厥後。首段寘中，次左次右。合而觀之，凸凹相湊。
方其始立，體勢完好也。儼偉丈夫，峩冠切雲，卓立霞表。赤藤作袂，風動而遠駭麕獐；紫莓侵肌，影移而下驚烏鳥。逮乎雷轟鬼劈，騞然參駮也。是則天折武丁之擔，水界石犀之腦。巖巖長狄，倏短縮爲僬僥；莽莽北平，鏃蹲虎於淺草。爾乃數經輦置，旋即委棄也。則又金盤露折，仙人辭漢而涕零；石破天荒，媧皇束手而伎窮。童敲牛礪，石不能言兮玉碎；剔金刳臼，勢何能挽乎土崩。不知幾煩攷古之士，問荒塗，識蘚封，冒榛棘，披蒙茸。摧頽刺目，太息臨風。籌江滣之息壤，畀穩處於頖宮。是何異乎子路珮劍，先折行行之氣；澹臺貌寢，蔚爲多士之雄。豈六鷁所化，而僅獲其半；抑連山之象，而適當乎其中。于焉摩挲俛仰，中懷齮□欪重[註 16]。
嘅吳人崇尙鬼譎，動言禎祥，輒假巫祝。胡禎祥疊奏者，國益弱；巫祝大興者，祚尤蹙。時則黃龍赤烏，屢見之不異乎鷄犬；立后改年，大事也必殉乎神欲。皓之末造，頗負瑞徵。爰諮卿尹，爰命巧工。豐碑爰二，䫉鼓與鐘。先建業而後陽羨，跨江海而若掖庭。恃爲山岳之不拔，曰賴鐘鼓之式靈。皓竊幸劉禪既卒，而不知晉祚已成。嗟爾吳年之天璽兮，早入典午之咸寧。悼惜不已，歌以抒情。
歌曰：嶧山勒銘兮，瞞則踣之。瞞尚踣嶧兮，神詎無知。鐘其隕矣，鼓則奚搘。詭曰天發，其智實□。鋟愚惑庸，爲百世嗤。」
- 清代林侗《絶句》[114]：「江東鼎峙奠王基，千載空傳天璽碑。緩帶輕裘功已就，龍盤虎踞不勝悲。」
- 清代黃任《吳文藪太守以天發神讖碑本見貽題於其後（三首）》[115]：「符瑞爭誇記誦才，東吳功德格天開。獨憐段石崗頭字，曾見降幡一片來。」
「臨春玉樹散無踪，天璽金題土尚封。一種銷沉亡國恨，巖山還勝景陽鐘。」
「劫墨叢殘霸業空，夜燈遺恨滿江東。米家船上生光怪，片紙金陵氣未終。」
- 清代王友亮《天發神讖碑》[116]：「摩挲三段石，猶屹孔庭除。神讖詞空侈，雄圖蹟已虛。鼎分追漢季，隸古地秦餘。有客攜氊蠟，爭橅皇象書。」
《又次梅宛陵〈丫頭石〉韻》[116]：「赤烏留斷碣，頗訝俗稱訛。坐閱市朝變，獨禁風雨多。形奇堪列𥲤，字古尚存戈。移置黌宮好，鍾彝共撫摩。」
- 清代唐仲冕《題吳天發神讖碑》[117]：「嶧山碑經野火焚，泰山刻石亡斧斤。祖龍文字雖奇古，遺壁空說滈池君。吳皓淫虐浮於政，小國亦侈封巒文。國山未禪巖山刻，上天帝言山出銀。天璽元年桼月朔，費雩行視華覈聞。其年陽羨表石室，明年天紀紀功勳。是時臨平湖開石印發，一千二百八十符瑞何紛紜。五稔青蓋已入洛，三段殘碣徒埋雲。獨有皇休明，小篆妙入神。此碑險勁復沈著，一洗東京軟美氣習追先秦。歷千五百有餘載，自山轉徙親香芸。籌思亭後幾再礪，尊經閣下宜三熏。如何歲在乙丑之皋月，譆譆出出起束縕。聖人意盖誅矯誣，燔之俾與臣斯泯。日余宰臨津，善卷洞側摩米囤。今得此碑火前搨，猶識竹根釵股春潮紋。惜哉如此筆，胡弗寫皇墳。詩題烱戒忽發嘅，若令長在山谷今猶存。」
- 清代陳文述《天璽元年紀功碑》[118]：「楚九州渚，漢九州都。揚州士，作天子。四世治，太平始[註 17]。太平之主非孤誰，大帝逮孤四世矣。臨平湖邊石函啟，天冊改元作天璽。歷陽山石燦文理，天璽改元作天紀。十五年中八改元，童昏作事乃如此。君不見代漢者當塗，高石馬文大討曹。西京讖緯此流弊，古來符瑞皆言妖。乃祖遠迓羅陽王，乃孫亦設平慮郎。作法於涼古所訓，赤烏之赤黃龍黃。阿童戰艦方龍驤，明年青蓋入洛陽。」
- 清代劉壽曾《天發神讖碑歌》[120]：「神讖古碑不可見，尚於摹搨存微茫。朅來字畫逞怪偉，想像完好舒鋒鋩。天璽紀年溯降讖，黍月己酉日則良。上帝宣命迓休祉，大吳一統遠拓疆。奇哉神靈若告語，赤文丹篆何輝煌。五十餘字辨波磔，費宇陳治參稽詳。華覈撰文說傳異，蘭臺東觀儕班揚。書聖高名仰皇象，妙參逋峻陳與張。分篆之間别結體，廣陵藝事誰頡頏。九江巧工朱姓刻，鐫剔鳥迹分毫芒。惜乎昏皓多失德，苟安江表資酣荒。諛頌初開奏符瑞，爭言甘露兼鳳皇。臨平湖開石函啓，書巖有字誇歷陽。顯明宮擬望仙觀，侍芝平慮皆爲郎。國山封禪詡雄畧，妄思蕞爾希皇王。黄旗紫蓋亦妖語，空思西上遷武昌。此碑建造甫三載，九州未一吳先亡。樓船戈艦下西蜀，降旗歸命迎龍驤。豐碑不足掩慙德，空尋叚石來高岡。宋代忽移漕圃置，更遷縣學安南廂。碑形如臼列三段，旣非圓式仍非方。苦心雪客勞貫綴，金石雖壽悲滄桑。眼前安得見古本，購藏何惜千金裝。雲篆蟠胸蕩奇氣，考文辨字稽凡將。」
- 陳三立《題陶齋尚書陶公亭雪夜評碑圖，圖後爲天發神讖精拓本》[62][63]：「天璽紀功碑，誇示追秦烈。秦文照百世，吳碑頗剝缺。象書亦斯儔，其力可屈鐵。自從燔宮牆，存者寶補截。趙宗之所藏，迄未親几列。阮刻溷坊蹟，世或譏跛鼈。吾鄉劉舍人，所蓄號匪劣。要其精完處，視此恐難埒。尚書籠萬有，嗜異甘饕餮。東搜扶桑製，西摹埃及碣。三代遺法物，奧窈充閫闑。是拓雖瓌奇，於公例旒綴。獨念雪亭人，各有肝肺熱。梁李尤好事，目眵掉筆舌。江山凍酒痕，勝賞了一瞥。公證汗漫游，四洲入鑑別。持貫金石心，回數濟時傑。天演人尸之，今古赴嗚咽。還期發幽情，保粹啟來哲。」
- 鄭孝胥《陶齋尚書屬題陶公亭雪夜評碑圖》[9]：「天璽遺文窺倒薤，昔嘗遇之劉與蒯。陶公亭上有新評，完本神明遂無對。我從黃鵠山頭來，披圖讀碑懷暫開。太真未敢輕江左，絶歎夷吾是霸才。」
- 柯逢時（劉世珩藏本跋）[65]：「山環建業羣峰青，嵯峨何處籌思亭。孫吳段石野火𣀤，世間拓本希晨星。檵葊嗜古過歐趙，漢磚秦鏡羅階庭。此編入手寶鼎重，太乙宵爥光熒熒。碑經三折復五徙，風雨剝蝕逾千齡。字存二百十有二，珊瑚冷月森滄溟。國初諸老精攷證，郭公夏五搜麟經。渙莊摹本最後出，魚虎未免訛真形。善書皇象著吳錄，立說無敢開畦町。禪文定爲建一手，要令醉眼從今醒。吁嗟後主肆淫虐，矯言新命誣蒼冥。改元天璽協符瑞，豈知真帝爲咸甯。當時羣臣骨體媚，神功聖德勞鑴銘。嶧山石刻李斯筆，祖龍萬古留餘腥。家法人或咎討虜，赤烏翔集誇神靈。西都舊說武昌勝，郊壇夜半飛秋螢。」
- 葉昌熾（劉世珩藏本跋）[65]：「梁甫恨逋竝恨峻，八絶允推廣陵郡。持向中原比梁鵠，吳魏森森抗筆陣。巖山石室天璽年，籌思亭後經再遷。此本如覩崇甯前，氈椎不損戈鋩全。校讎本爲劉氏學，慈民䓗石相後先。諸家圖釋析芒芴，攷文可證飛龍篇。昔從蒯異度，荆州獲借睹。人言蘇建我朱育，新說在前各自護。同時作者牆東翁，說經硜硜援攷工。墓艸雖已宿，家有渾濬沖。父書能讀并好寫，紙上光氣尤熊熊。嗟余童烏三歎息，醬瓿元文自收拾。摩挲老眼認舊題，恍惚非熊夢在側。海上新春雨復晴，飣盤鱧魚兼梅羹。太子屏風候已久，老來文字今漸平。碑末初不署姓名，廣川東論論足徵。文爲華覈撰，書者皇休明。」
- 沈曾植（劉世珩藏本跋）[65]：「鬼目化爲芝，苦蕒生平慮。石印三郎字填朱，天璽封發九州都。唇齒已亡鼎足勢，封禪忽侈妖言餘。吳人好讖復好書，歸命驕筆齊人如。國山屬建歷山象，妙選政爾名無虛。休明書源史闕疏，得非遠祖中郎乎。當年避怨適吳會，顧侯從學兼琴書。江南筆髓有系統，譬猶易說荀爲虞。我嘗察精兼擬似，證之篆勢論奇觚。揚波振撆狀明白，短身紓體情揅摹。從懸衡編各翾跂，不方不圓眇斜趨。詰屈誠非研桑計，棼縕或會蒼沮初。兹非斤權詔板體，亦異三體傳經儒。儻復斯文採斯喜，所謂古今雜形歟。散盤盂鼎象分布，元初延光變形模。周銘鐘彝漢銘石，要從九派尋歸墟。中郎篆沉赤水珠，冥求象罔懸躊躇。休明煥然隆準在，排空騄耳開通塗。葉侯新論朱育攄，我感奇字窺關樞。荒荒海日暾瓜廬，上規姚姒旁梵佉。百二十體紛爬梳，道有因增無破除。卮言存爲通人儲。」
- 樊增祥（劉世珩藏本跋）[65]：「天璽紀功仿秦斯，皇象書配華覈辭。張勃吳錄足徵信，懷瓘書評弗我欺。後儒攷据出異論，謂象不逮歸命時。我生道光念六載，宣統國變尤孑遺。何況赤烏及天璽，數十寒暑白駒馳。此書雄怪入老境，蘇建何人敢妄希。魏晉氊椎世罕覯，穹碑三段薶山茨。元祐輦運入漕署，古苔辬駁荒天禧。萬鈞北挾猛簴出，數駝捆載石鼓移。佳拓向推合肥蒯，此增五字尤瑰奇。世人時或誚牛鬼，傳刻失真來詆諆。此拓具有十二字，外方內圓無險巇。發端錕鋙截生鐵，住筆蠆尾懸尖錐。詰屈不失平正軆，剛勁亦具骫骳姿。休明屏風書早軼，傳世惟此復奚疑。參議亦沿秀水誤，必以小星替娥羲。江東誠有歸命日，書家奚以禪代爲。鱧魚梅羹及初熟，吾將舉酒一酹之。」
- 李詳（劉世珩藏本跋）[65]：「臨平湖開天讖發，殘石巖山剝寒月。尊經一炬六丁收，舊本懸酬金數笏。貴池劉受南豐劉，珍之不異琅玕璆。昔交慈叟未睹此，玉海堂上張雙眸。石墨區區數番紙，檵弇弆臧逾一紀。徵題徧集東南英，八十老公安辦此。山夫考訂覃溪題，上虞贈入夥赫蹏。棐几對勘辨跟肘，應煩太乙窺然藜。體參梁鵠宜官外，奇恣森森樹旌斾。淵源下逮鄧懷甯，縱橫子母相鉤帶。書人聚訟如香察，葉翁孤證聊分別。吾終左袒皇休明，敬謂郡賢此雄拔。君摹蒯本我欷歔，山邱甫掩出臧書。淵如子幼同悼歎，恐此亦被偷兒胠。南豐得主君堪重，物色裝池割清俸。豈知天璽換咸甯，九州今復非宣統。圖讖紛紛劇可哀，歷山陽羨等塵埃。胡僧若話吳歸命，試認昆明此劫灰。」
- 馮煦（劉世珩藏本跋）[65]：「蒯侯舊搨東華意[註 18]，善本重逢感逝波。舊雨凋零雲物換，當年歐趙亦無多。陶齋昔寫評碑卷，五字詩成一絫歔[註 19]。淒絶川東啼鴂裏，萇宏碧血半模餬。劉叟齋中曾一見，摩挲殘印猷[註 20]堪哀。風流歇絶圖書散，等是昆明劫後灰。蠻觸紛爭莽南戒，侈陳符瑞復何爲。斷顱絶脰將三段，黃帝雲礽視此碑。」
- 朱文鈞《題宋拓〈天發神讖碑〉絶句四首》[121]：「臨平石室語荒唐，莫漫蘭臺費考量。自古撰書無姓字，紛紛聚訟蔡中郎。」
「天讖敷垂日月光，玉符金冊炳朖朖。太平文字從聲侈，青蓋依然入洛陽。」
「風雨巖山段石岡，建平射雉宋諸王。誰知寂寞千年後，移置漕司舊圃旁。」
「太息臣斯未易才，碧霞宮畔重低回。可憐一炬尊經閣，依樣穹窿付劫灰。」

## 文獻著錄
- 唐許嵩《建康實錄·卷四》
- 宋趙明誠《金石錄·卷二十》
- 元張鉉《至正金陵新志·卷十二下》
- 明郭宗昌《金石史·卷一》
- 明顧炎武《金石文字記·卷二》
- 清周在浚《天發神讖碑考》（王蓍《附錄》、汪照《續考》)
- 清王澍《竹雲題跋·卷一》
- 清嚴觀《江寧金石記·卷一 （页面存档备份，存于）》
- 清王昶《金石萃編·卷二十四 （页面存档备份，存于）》
- 清翁方綱《兩漢金石記·卷十八 （页面存档备份，存于）》
- 清孫星衍、邢澍《寰宇訪碑錄·卷一 （页面存档备份，存于）》
- 清嚴可均《全三國文·卷七十五·吳十三》
- 清洪頤煊《平津讀碑記·卷二 （页面存档备份，存于）》
- 清馮雲鵬、馮雲鵷《金石索·石索四 （页面存档备份，存于）》
- 羅振玉《雪堂所藏金石文字簿錄》《吳天發神讖文補考》

## 外部鏈接
- . 故宫博物院.
- . 東京国立博物館 - ColBase 国立文化財機構所蔵品統合検索システム.
- . 中央美术学院图书馆 - 特藏资源.
- . 中央美术学院图书馆 - 特藏资源.
- . 中央美术学院图书馆 - 特藏资源.